# Robin Leamy
Robin Leamy (n. 1 aprilie 1961, Apia, Tuamasaga⁠(d), Samoa) este un înotător ce a reprezentat Statele Unite ale Americii, medaliat olimpic. A participat la o ediție a Jocurilor Olimpice (1984) în care a câștigat o medalie de aur.

## Participări
Lista de mai jos prezintă principalele competiții la care a participat Robin Leamy de-a lungul carierei.
- Jocurile Olimpice de vară din 1984